# Przechód (województwo lubelskie)
Przechód – wieś w Polsce, położona w województwie lubelskim, w powiecie bialskim, w gminie Sosnówka.
| SIMC    | Nazwa     | Rodzaj    |
| ------- | --------- | --------- |
| 0019985 | Kruszyna  | część wsi |
| 0019956 | Płoski    | część wsi |
| 0019962 | Przydroże | część wsi |
| 0019979 | Szostaki  | część wsi |

W latach 1975–1998 miejscowość położona była w województwie bialskopodlaskim.
Wieś jest sołectwem w gminie Sosnówka. Według Narodowego Spisu Powszechnego z roku 2011 wieś liczyła 163 mieszkańców i była siódmą co do wielkości miejscowością gminy.
Wierni Kościoła rzymskokatolickiego należą do parafii Podwyższenia Krzyża Świętego w Żeszczynce.